# Silene bellidioides
Silene bellidioides är en nejlikväxtart som beskrevs av Otto Wilhelm Sonder. 
Silene bellidioides ingår i släktet glimmar och familjen nejlikväxter. Inga underarter finns listade i Catalogue of Life.